# Nintendo White Knuckle Scorin
Nintendo White Knuckle Scorin è una raccolta della Nintendo, pubblicata il 3 dicembre 1991 dalla MCA Records.
Il libretto allegato presenta una storia a fumetti basata liberamente sul videogioco Super Mario World per Super NES.

## Tracce
1. Ignorance Is Bliss (Jellyfish)
2. How Have You Been? (Crosby, Stills & Nash)
3. Magic in the Night (Bombshell)
4. I Drove All Night (Roy Orbison)
5. Iron Hand (Dire Straits)
6. Into the Fire (Alias)
7. She Was (Flesh For Lulu)
8. Line of Fire (Trixter)
9. Turn On (Britny Fox)
10. Forever Friends (Sheena Easton)